# Евреси
Евреси (фр. Evrecy) насеље је и општина у северној Француској у региону Доња Нормандија, у департману Калвадос која припада префектури Кан.
По подацима из 2011. године у општини је живело 1721 становника, а густина насељености је износила 207,1 становника/km². Општина се простире на површини од 8,31 km². Налази се на средњој надморској висини од 110 метара (максималној 122 m, а минималној 58 m).

## Демографија
| 1962. | 1968. | 1975. | 1982. | 1990. | 1999. | 2011. |
| ----- | ----- | ----- | ----- | ----- | ----- | ----- |
| 607   | 619   | 828   | 1.099 | 1.093 | 1.263 | 1.721 |

График промене броја становника у току последњих година